# Алифе
Алифе (итал. Alife) је насеље у Италији у округу Казерта, региону Кампанија.
Према процени из 2011. у насељу је живело 3477 становника. Насеље се налази на надморској висини од 105 м.

## Становништво
Према резултатима пописа становништва 2011. у општини је живело 7.660 становника.
| 1931. | 1936. | 1951. | 1961. | 1971. | 1981. | 1991. | 2001. | 2011. |
| ----- | ----- | ----- | ----- | ----- | ----- | ----- | ----- | ----- |
| 5.009 | 5.522 | 6.631 | 6.096 | 5.811 | 6.379 | 6.930 | 7.164 | 7.660 |

## Партнерски градови
- Алатри
- Гловно
- Аверза